# Santa Bárbara de Pinto
Santa Bárbara de Pinto, a volte semplicemente Pinto, è un comune della Colombia facente parte del dipartimento di Magdalena.
Il centro abitato venne fondato da Fernado De Mier y Guerra nel 1741, mentre l'istituzione del comune è del 23 giugno 2000.